# Arremon brunneinucha
Arremon brunneinucha là một loài chim trong họ Emberizidae.